# تاكاشي تاجوشى (مؤدي صوت)
تاكاشي تاجوشى (باليابانية: 田口昂؛ بالكانا: たぐち たかし) هو مؤدي صوت ياباني، ولد في 1942 في طوكيو في اليابان، وتوفي في 16 أغسطس 2016.

## روابط خارجية
- تاكاشي تاجوشى على موقع IMDb (الإنجليزية)
- تاكاشي تاجوشى على موقع قاعدة بيانات الفيلم (الإنجليزية)
- تاكاشي تاجوشى على موقع ANN person (الإنجليزية)